# Emmanuel Stupanus
Emmanuel Stupanus (Emanuel Stupan; Basileia,  13 de dezembro de 1587 – Basileia, 26 de fevereiro de 1664), foi médico e professor da Universidade de Basileia.

## Biografia
Emmanuel Stupanus nasceu em Basileia, Suíça. Filho de Johann Nicolaus Stupanus (1542-1621), e de sua segunda esposa Katharina Iselin. Ele foi casado com Judith Zörnlin; uma de suas netas, Judith Stupanus, mais tarde se tornaria esposa de Jacob Bernoulli.
Emmanuel Stupanus completou sua educação ginasial em 1603. No ano seguinte foi enviado para Genebra, onde ele estudou Filosofia aos cuidados de Esaïe Colladon e de Gasparus Laurentius. Em 1607 retornou para Basileia, tendo primeiramente defendido o Bacharelado e mais tarde obtendo o grau de Mestre de Artes em Estudos Livres. Continuou a estudar Medicina, segundo as aulas de seu pai, bem como de Gaspard Bahuin e de Félix Platter. Depois de visitar universidades bem conhecidas na Alemanha, na França e na Itália foi recompensado com o grau de Medicinæ Doctor sob a direção de Petrus Ryff, em 1613. Ele também recebeu aulas de Grego do renomado Jacobus Zvinglerus, Filosofia com Henricus Justus (1561-1610) e do retórico Friedrich Castellio.
De 1614 ele deu aulas particulares como substituto de seu pai, e depois de 1617 recebeu um posto oficial. Foi também sucessor de seu pai na Cadeira de Medicina Teórica, em 1620. Em 28 de Março de 1620 fez uma apresentação com o tema De fraudibus Paracelsistarum (Das fraudes de Paracelso), na qual expressava a sua opinião sobre as teorias do renomado alquimista. Ele ficou no cargo até a sua morte em 1664, e durante esse período ocupou doze vezes o cargo de Deão da Escola Médica, e três vezes como Presidente da Universidade de Basileia. Entre os dois, Emmanuel Stupanus e seu pai ocuparam a Cadeira de Medicina Teórica  por 72 anos.
Ele foi conselheiro de teses doutorais para diversos alunos, entre eles Franciscus Sylvius, Johann Caspar Bahuin (1560-1624), Nikolaus Eglinger (1645-1711) e Georg Balthasar Metzger.

## Obras principais
- Themata medica de omnis pleuritidis theoria & generali therapia, Basileia 1613 matéria de sua dissertação inaugural.
- Vere aureorum aphorismorum Hippocratis enarrationes & commentaria aphoristica , Basileia 1615. OCLC 56035016
- Institutionum medicinæ, sev medendi methodi, ad Hippocrat[is], Galeni aliorumque veterum et recentiorum medicorum celeberrimorum scripta, adytum & expeditissimum iter parantes, a Leonharto Fuchsio, Basileia 1618. OCLC 185469695
- Praecipua Pseudochymias Capita, ex Theophrasti Paracelsi quisquiliis, Basileia 1621. OCLC 249745505
- Oratio de vita et obitu Casp. Bauhini, Basileia 1625. OCLC 249745294
- Animae humanae essentia, praceipuae hujus facultates, et functiones, cum-primis animales, illarum sedes, et agendi instrumenta, Basileia 1627. OCLC 249746004
- Lexicon medicum Graeco-Latinum, compendiosiss. a Bartolomeo Castelli inchoatum, Basileia 1628. OCLC 14317088
- Johannis Riolani senioris, Regii quondam medici Parisiens. celeberrimi, artis medicinalis, theoricae & practicae sejunctim hactenus multoties excusae, systema, Basileia 1629. OCLC 43128714